# Ilse Pausin
Ilse Pausin, po mężu Ulrich (ur. 7 lutego 1919 w Wiedniu, zm. 6 sierpnia 1999) – austriacka łyżwiarka figurowa reprezentująca Austrię, a następnie III Rzeszę, startująca w parach sportowych z bratem Erikiem Pausinem. Wicemistrzyni olimpijska z Garmisch-Partenkirchen (1936), 5-krotna wicemistrzyni świata (1935–1939), 3-krotna wicemistrzyni Europy (1937–1939), 6-krotna mistrzyni Austrii (1936–1941) oraz dwukrotna wicemistrzyni Niemiec (wtedy III Rzesza) (1939, 1941). 
Po anschlussie Austrii przez Rzeszę Niemiecką w 1938 roku, para startowała w barwach niemieckich, m.in. zdobywając srebro na mistrzostwach świata w Budapeszcie w 1939 roku.
Po zakończeniu kariery zawodniczej Ilse Pausin pracowała jako trenerka łyżwiarstwa figurowego.

## Osiągnięcia
| Zawody               | 1935           | 1936           | 1937           | 1938           | 1939           | 1940           | 1941           |                |                |                |                |                |                |                |                |                |                |
| Międzynarodowe       | Międzynarodowe | Międzynarodowe | Międzynarodowe | Międzynarodowe | Międzynarodowe | Międzynarodowe | Międzynarodowe | Międzynarodowe | Międzynarodowe | Międzynarodowe | Międzynarodowe | Międzynarodowe | Międzynarodowe | Międzynarodowe | Międzynarodowe | Międzynarodowe | Międzynarodowe |
| -------------------- | -------------- | -------------- | -------------- | -------------- | -------------- | -------------- | -------------- | -------------- | -------------- | -------------- | -------------- | -------------- | -------------- | -------------- | -------------- | -------------- | -------------- |
| Igrzyska olimpijskie |                | 2              |                |                |                |                |                |                |                |                |                |                |                |                |                |                |                |
| Mistrzostwa świata   | 2              | 2              | 2              | 2              | 2              |                |                |                |                |                |                |                |                |                |                |                |                |
| Mistrzostwa Europy   | 4              |                | 2              | 2              | 2              |                |                |                |                |                |                |                |                |                |                |                |                |
| Krajowe              |                |                |                |                |                |                |                |                |                |                |                |                |                |                |                |                |                |
| Mistrzostwa Niemiec  |                |                |                |                | 2              |                | 2              |                |                |                |                |                |                |                |                |                |                |
| Mistrzostwa Austrii  | 2              | 1              | 1              | 1              | 1              | 1              | 1              |                |                |                |                |                |                |                |                |                |                |